# ザ・コレスポンデント (バンド)
ザ・コレスポンデント（The Correspondents）は、イギリスの エレクトロ・スウィングデュオ。2007年よりロンドンを拠点に活動しており、フロントマンはミスターブルース、DJはティム "チャック" コール。

## 概要
20世紀初頭のジャズとスイング、現代のエレクトリックとドラムベースを融合させたエレガントな音楽スタイルと、ブルースの華麗なステージ・パフォーマンスの両方でエレクトロ・スウィング・シーンで評判を得ている。ロンドンの夕刊紙であるイブニングスタンダード（London Evening Standard）にて、「ヒップホップ・スイングの王」と評されていた。"華麗さと奇妙な馬鹿馬鹿しさが両立している"とも評された。2014年以降、ライブショーで公開された曲や収録された曲は、ブルース、ジャズ、ソウル、ファンク、アウト、エレクトロポップにまたがるマルチジャンルのダンスミュージックで構成されている。
このバンドはWOMAD、Glastonbury、Bestival、Secret Garden Partyなどの主要な音楽フェスティバルにも出演している。また、 "Fear and Delight"は、BBC Threeの ”Comedy Clims”のテーマ曲として使われた。
2020年10月8日、ブルースはバンド公式フェイスブックにてチャックが肺血栓塞栓症によって数日前に死亡した事を公表した。

## 受賞歴
このバンドはデイリー・テレグラフの1コーナーであるGlastonburyのトップ10に2年連続で選ばれた 。また、BBCラジオ1において、Rob da BankのElectro Swing Specialにも紹介された。
"Fear and Delight"のミュージック・ビデオは、2014年のベルリン・ミュージック・ビデオアワードにおいて「Best VFX」賞を受賞し、製作者であるNear Wilks監督は、「ベスト・プロダクション」部門の優勝者に選ばれた。

## ディスコグラフィー

### アルバム
- Puppet Loosely Strung、2014年3月10日リリース[14][15]
- Foolishman、2017年9月22日リリース

### EPs
- Rogue、2008年リリース[16][17]
- What's Happened To Soho、2011年4月11日リリース  （the Freshly Squeezed music レーベル）